# دايسوكي إيتشيكاوا
دايسوكي إيتشيكاوا (市 川 大祐) ولد في 14 مايو 1980 في شيزوكا, هو لاعب كرة القدم ياباني لعب مؤخرا كمدافع في دوري J3 مع فريق (Fujieda MYFC) وهو لاعب دولي ياباني سابق.

## مسيرته الكروية
لعب دايسوكي إيتشيكاوا خلال مسيرته الاحترافية مع 3 أندية في ستة عشر موسمًا وسجل خلالها 13 هدفًا ضمن 379 مباراة. حيث فاز في موسم واحد بالكأس ولم يفز بأي دوري.
خاض دايسوكي إيتشيكاوا مسيرته مع نادي شيميزو إس-بولس في موسم 1997 ليلعب معه أربعة عشر موسمًا، مشاركًا في 325 مباراة سجل خلالها 12 هدفًا. ثم انتقل إلى نادي فنتفوريت كوفو ما بين عامي 2011 و2012 لمدة موسم واحد، حيث شارك في 22 مباراة ولم يسجل أي هدف. لينتقل بعدها إلى نادي ميتو هوليهوك ما بين عامي 2012 و2013 لمدة موسم واحد، مشاركًا في 32 مباراة سجل خلالها هدفًا واحدًا.

## روابط خارجية
- FIFA Statistics
- دايسوكي إيتشيكاوا على موقع الاتحاد الدولي (مؤرشف)  (الإنجليزية)
- دايسوكي إيتشيكاوا على موقع رابطة كرة القدم اليابانية للمحترفين (اليابانية)
- دايسوكي إيتشيكاوا على موقع قاعدة بيانات كرة القدم.إي يو (الإنجليزية)
- دايسوكي إيتشيكاوا على موقع ناشيونال فوتبول تيمز (الإنجليزية)
- دايسوكي إيتشيكاوا على موقع Soccerway.com (الإنجليزية)
- دايسوكي إيتشيكاوا على موقع عالم كرة القدم.نت (الإنجليزية)

1. ↑  "معلومات عن دايسوكي إيتشيكاوا على موقع static.fifa.com". static.fifa.com. مؤرشف من الأصل في 2019-04-08.
2. ↑  "معلومات عن دايسوكي إيتشيكاوا على موقع national-football-teams.com". national-football-teams.com. مؤرشف من الأصل في 2020-03-15.
3. ↑  "معلومات عن دايسوكي إيتشيكاوا على موقع int.soccerway.com". int.soccerway.com. مؤرشف من الأصل في 2016-04-18.
4. ↑  "دايسوكي إيتشيكاوا". فرق كرة القدم الوطنية. Benjamin Strack-Zimmerman. اطلع عليه بتاريخ 2020-06-26.